# Anthony Marion

a Compétitions nationales et continentales officielles uniquement.

b Matchs officiels uniquement.
Anthony Marion, né le 12 janvier 1994 à Albi, est un joueur français de rugby à XIII évoluant au poste d'ailier ou de centre. Après avoir intégré le centre de formation d'Albi, il rejoint Toulouse à partir de 2014 y remportant le titre du Championnat de France en 2015 puis y dispute la League One puis le Championship dans le Championnat anglais.

## Palmarès
- Collectif :
  - Vainqueur de la Coupe d'Europe : 2018 ( France)
  - Vainqueur du Championship : 2021 (Toulouse).
  - Vainqueur du Championnat de France : 2015 (Toulouse).
  - Finaliste du Championship : 2023 et 2024 (Toulouse).

### Détails en sélection
| 1. | 17 octobre 2018  | Angleterre     | 6-44  | Amical         | Remplaçant | - | - | - | - |
| 2. | 10 novembre 2018 | Écosse         | 28-10 | Coupe d'Europe | Remplaçant | 4 | 1 | - | - |
| 3. | 24 octobre 2021  | Angleterre     | 10-30 | Test-match     | Talonneur  | - | - | - | - |
| 4. | 19 juin 2022     | Pays de Galles | 34-10 | Test-match     | Remplaçant | - | - | - | - |
| 5. | 29 avril 2023    | Angleterre     | 0-64  | Test-match     | Talonneur  | - | - | - | - |
| 6. | 26 novembre 2024 | Pays de Galles | 48-6  | Qualif. CM     | Remplaçant | - | - | - | - |

### Détails en club
| Saison | Club                    | Compétition  | Matchs | Points | Essais | Buts | Drop |
| ------ | ----------------------- | ------------ | ------ | ------ | ------ | ---- | ---- |
| 2016   | Toulouse olympique XIII | League 1     | 26     | 20     | 5      | -    | -    |
| 2017   | Toulouse olympique XIII | Championship | 31     | 20     | 5      | -    | -    |
| 2018   | Toulouse olympique XIII | Championship | 28     | 32     | 8      | -    | -    |
| 2019   | Toulouse olympique XIII | Championship | 30     | 82     | 13     | 15   | -    |
| 2020   | Toulouse olympique XIII | Championship | -      | -      | -      | -    | -    |
| 2021   | Toulouse olympique XIII | Championship | 13     | 80     | 6      | 28   | -    |
| 2022   | Toulouse olympique XIII | Super League | 20     | 8      | 1      | 2    | -    |